# لارا دیکنمان
لارا جوی دیکنمان (متولد ۲۷ نوامبر ۱۹۸۵) فوتبالیست سوئیسی است که برای باشگاه آلمانی ولفسبورگ بازی می‌کند. قبل از پیوستن به این باشگاه ۷ فصل متوالی را با المپیک لیون فرانسه گذرانده بود. او یک بازیکن چند پسته است که می‌تواند هم به عنوان هافبک و هم دفاع، چه در سمت چپ زمین و چه در سمت راست، بازی کند.